# Lewis Atkinson
Lewis Malcolm Atkinson (né en 1982 ou 1983) est un homme politique du Parti travailliste britannique et ancien directeur du NHS qui est député de Sunderland Central depuis 2024.

## Biographie
Lewis Malcolm Atkinson est né à South Shields et grandit à South Tyneside. Il étudie au Wadham College d'Oxford où il étudie la philosophie, la politique et l'économie, et à l'Université de Birmingham, où il obtient une maîtrise en direction et gestion des soins de santé.
Atkinson entre au National Health Service (NHS) grâce au programme de formation en gestion des diplômés. Il commence à travailler au NHS du Nord-Est en 2005, après avoir travaillé dans l'équipe de santé du Trésor.
En janvier 2012, Atkinson se présente au Comité exécutif national du Parti travailliste. En 2013, il est présélectionné pour se présenter à South Shields, mais n'est finalement pas sélectionné.
La députée sortante de Sunderland Central, Julie Elliott, ne se représente pas aux élections générales de 2024 et le 30 mai 2024, Atkinson est choisi comme candidat du Parti travailliste pour la circonscription,. Il est élu aux élections générales de 2024 remportant le siège avec 16 852 voix (42,18 % des voix) avec une majorité de 15,2 %,.